# Sonja Greinacher
Sonja Greinacher (Essen, 1 de julho de 1992) é uma jogadora de basquete alemã.

## Carreira
A primeira etapa de sua carreira no basquete foi o ETB SW Essen, com o qual conquistou o título de campeã alemã sub-16 em 2007. Com a seleção sub-16 celebrou a promoção do grupo B ao grupo A no Campeonato da Europa B de 2007. Em 2008 ela foi para a Willamette High School em Oregon. Lá ela ganhou o título do campeonato estadual de Oregon e foi eleita a melhor jogadora (MVP) das finais.
Em 2013 e 2014 sagrou-se campeã da West Coast Conference com o Gonzaga Bulldogs, onde desempenhou um papel importante com doze pontos na final de 2013 contra o Toreros (Universidade de San Diego, Califórnia). Na temporada 2013/2014 ela foi eleita a jogadora mais valiosa da Conferência da Costa Oeste. Também em 2014, foi novamente nomeada para a seleção principal pela selecionadora Alexandra Maerz. Ao final da temporada 2014/15, Greinacher disputou um total de 135 partidas pelo Gonzaga e teve médias de 9,8 e 4,6 rebotes por jogo.
Nos Jogos Olímpicos de Verão de 2024, em Paris, conquistou a medalha de ouro no torneio feminino do basquetebol 3x3, após vencer na final confronto contra a equipe espanhola por 17–16, ao lado de Marie Reichert, Elisa Mevius e Svenja Brunckhorst.